# Sylvia (Kansas)
Sylvia város az USA Kansas államában, Reno megyében. Lakosainak száma 215 fő (2020. április 1.).

## Népesség
A település népességének változása:
| Lakosok száma | 205  | 218  | 215  |
|               | 1890 | 2010 | 2020 |